# Пісанкі
Пісанкі (пол. Pisanki) — село в Польщі, у гміні Тшцянне Монецького повіту Підляського воєводства.
Населення — 119 осіб (2011).
У 1975-1998 роках село належало до Білостоцького воєводства.

## Демографія
Демографічна структура станом на 31 березня 2011 року:
|          | Загалом | Допрацездатний вік | Працездатний вік | Постпрацездатний вік |
| -------- | ------- | ------------------ | ---------------- | -------------------- |
| Чоловіки | 68      | 20                 | 40               | 8                    |
| Жінки    | 51      | 5                  | 35               | 11                   |
| Разом    | 119     | 25                 | 75               | 19                   |